# Якорь (журнал)
«Я́корь» — российский еженедельный журнал, выходивший в Санкт-Петербурге с 1863 по 1865 год.

## История
Полное название журнала — «Якорь. Вестник общественной жизни, литературы, театра, музыки и художеств». Выходил в Санкт-Петербурге еженедельно. Многократно менял подзаголовки.
Издавал журнал Ф. Т. Стелловский, редактировал Аполлон Григорьев. Начиная с № 37 1864 года издавал и редактировал журнал Н. И. Шульгин, соредактор — П. П. Сухонин.
Первоначально «Якорь» был консервативным изданием, близким к славянофильству и «почвенничеству». Журнал настойчиво рекламировал свою идеологическую связь с газетой «День» и журналом «Время». Так же как и славянофилы, «Якорь» выступал под знаменем «народности», но содержание этого термина у него было несколько иное. Основная черта русского национального характера, по утверждению журнала, — религиозность.
Редакция выступала как против крайне правой прессы, так и против радикальных органов. Основной удар направлялся не в реакционный, а в демократический лагерь. Смыкаясь с «Временем», «Якорь» вел систематическую борьбу с журналами революционных демократов — «Современником», «Русским словом», «Искрой». На страницах журнала пропагандировалась идеалистическая философия Шеллинга.
Кроме Аполлона Григорьева, в журнале принимали участие И. Бочаров, П. И. Вейнберг, Вс. Крестовский, А. И. Левитов, Н. С. Лесков, А. Н. Серов, Н. Н. Страхов и другие.
В 1864 году «Якорь» переходит к Н. И. Шульгину. В этот период в «Якоре» пропагандируются расплывчатые либеральные лозунги, журнал выступает с требованием женской эмансипации, основанной на самостоятельной трудовой деятельности. Большое внимание уделялось современным научным и техническим достижениям, а также вопросам политической экономии.
В это время в «Якоре» сотрудничали В. П. Острогорский, А. П. Пятковский, А. К. Шеллер-Михайлов.
С апреля 1863 по май 1865 года выпускалось приложение к журналу «Якорь» — сатирический листок с карикатурами «Оса».